# Białobrzegi
Białobrzegi es un pueblo de Polonia, en Mazovia.  Es la cabecera del distrito (Gmina) de Białobrzegi, perteneciente al condado (Powiat) de Białobrzegi. Se encuentra aproximadamente  a 60 km  al sur de Varsovia. Su población es de 7.320 habitantes.